# Resusci Anne

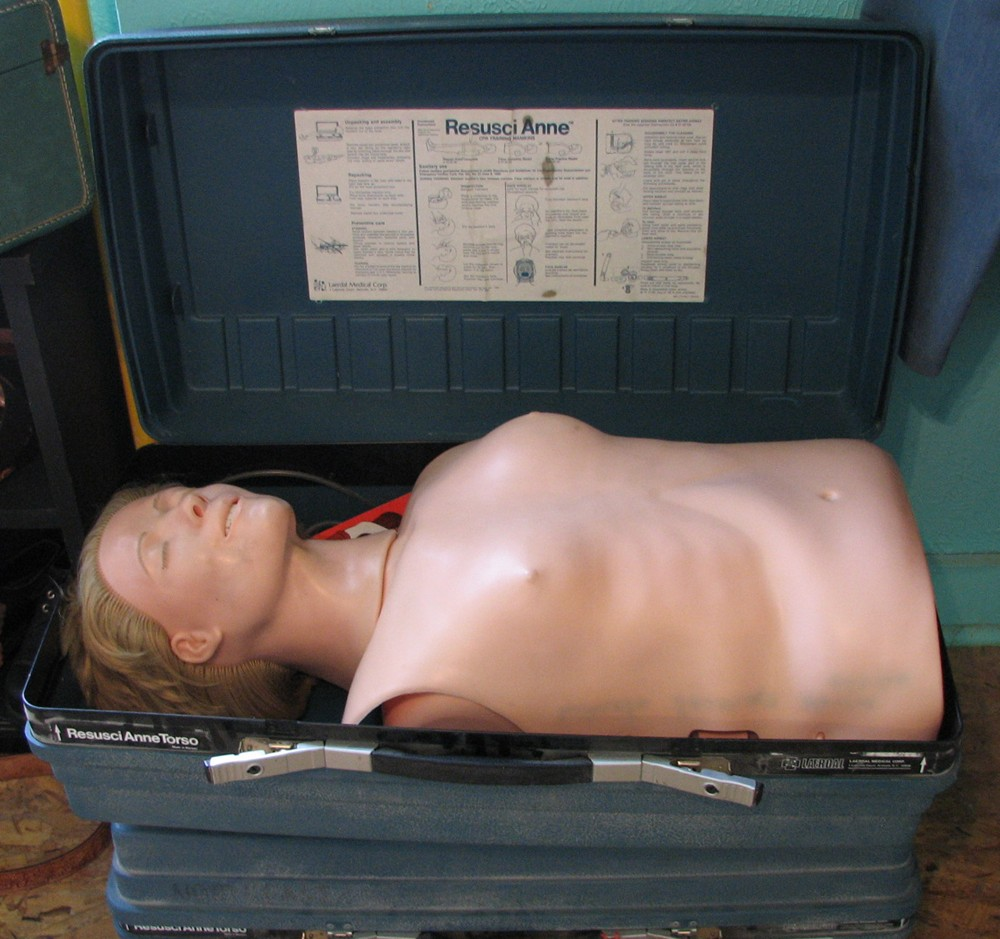
Resusci Anne

Resusci Anne (o Resusci Annie) conosciuta anche come Rescue Anne, CPR Anne, Little Anne, o più semplicemente come Anne o Annie, è un modello di manichino di addestramento usato per insegnare la rianimazione cardiopolmonare ai soccorritori o alla popolazione normale.
Resusci Anne è stata sviluppata nel 1960 dal produttore di giocattoli norvegese Åsmund Lærdal, dal medico austriaco-ceco Peter Safar e dal medico statunitense James Elam ed è stata inizialmente prodotta dalla compagnia Laerdal Medical.
Il volto distintivo di Resusci Anne era basato su L'Inconnue de la Seine, la maschera mortuaria di una giovane donna non identificata presumibilmente affogata nel fiume Senna intorno alla fine del 1880.

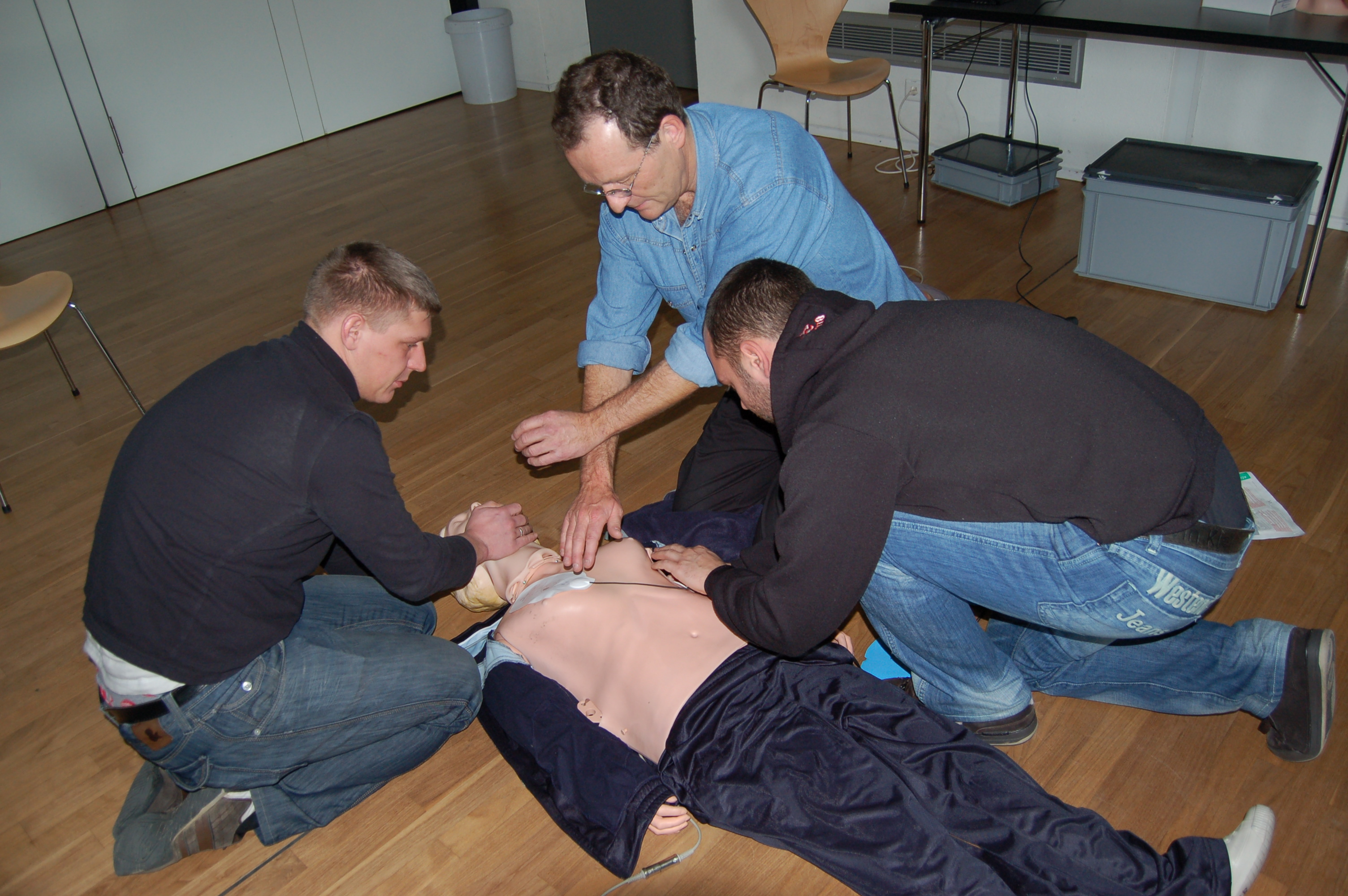
Simulazione di utilizzo di un DAE su una Resusci Anne.